# گستون (کالیفرنیا)
گستون (به انگلیسی: Gaston) یک منطقهٔ مسکونی در ایالات متحده آمریکا است که در شهرستان نوادا، کالیفرنیا واقع شده‌است. گستون ۱٬۵۴۳ متر بالاتر از سطح دریا واقع شده‌است.